# Rutger van Schaardenburg
Rutger van Schaardenburg (Alkmaar, 8 de octubre de 1987) es un deportista neerlandés que compite en vela en la clase Laser.
Ganó una medalla de bronce en el Campeonato Mundial de Laser de 2016 y tres medallas en el Campeonato Europeo de Laser entre los años 2013 y 2015.

## Palmarés internacional
| \| Campeonato Mundial \| Campeonato Mundial \| Campeonato Mundial \| Campeonato Mundial \| \| Año \| Lugar \| Medalla \| Clase \| \| ------------------ \| ----------------------- \| ------------------ \| ------------------ \| \| 2016 \| Nuevo Vallarta (México) \| Medalla de bronce \| Laser \| \| Campeonato Europeo \| \| \| \| \| Año \| Lugar \| Medalla \| Clase \| \| 2013 \| Dún Laoghaire (Irlanda) \| Medalla de plata \| Laser \| \| 2014 \| Split (Croacia) \| Medalla de plata \| Laser \| \| 2015 \| Aarhus (Dinamarca) \| Medalla de oro \| Laser \| |                         |                   |       |
| Campeonato Mundial |                         |                   |       |
| Año | Lugar                   | Medalla           | Clase |
| 2016 | Nuevo Vallarta (México) | Medalla de bronce | Laser |
| Campeonato Europeo |                         |                   |       |
| Año | Lugar                   | Medalla           | Clase |
| 2013 | Dún Laoghaire (Irlanda) | Medalla de plata  | Laser |
| 2014 | Split (Croacia)         | Medalla de plata  | Laser |
| 2015 | Aarhus (Dinamarca)      | Medalla de oro    | Laser |